# Limoges
Limoges (IPA: [limɔʒ]ⓘ) nagyváros Franciaország középső részén, a Vienne folyó partján. Új-Aquitania régió Haute-Vienne megyéjének székhelye (prefektúra). Franciaország kulturális és történelmi városa címet viseli.

## Története
Gall törzs székhelye volt itt, amelyet a rómaiak erőddé alakítottak át és hidat építettek a folyó felett. 250 táján Martialis kezdte terjeszteni a keresztény hitet. A legenda szerint a római színházban félbeszakított egy előadást, hogy ott hirdesse igazát, és amikor ezért börtönbe akarták zárni, csoda történt, a börtön összeomlott, és ő kiszabadult.
Limoges nevét a középkorban és a reneszánsz korban egy sajátos művészet tette országosan híressé, itt készültek a legszebb zománcok. Az émail-festészet a 16–17. századig virágzott a városban. A 18. században egy új művészet és iparág honosodott meg, a porcelánkészítés. Sèvres mellett Franciaországban ma is a limoges-i porcelán a legnevezetesebb. Renoir Limoges-ban született, és bár 3 éves korában családjával Párizsba költözött, kamasz korában mégis porcelánfestőként dolgozott a fővárosban.

## Látnivalók

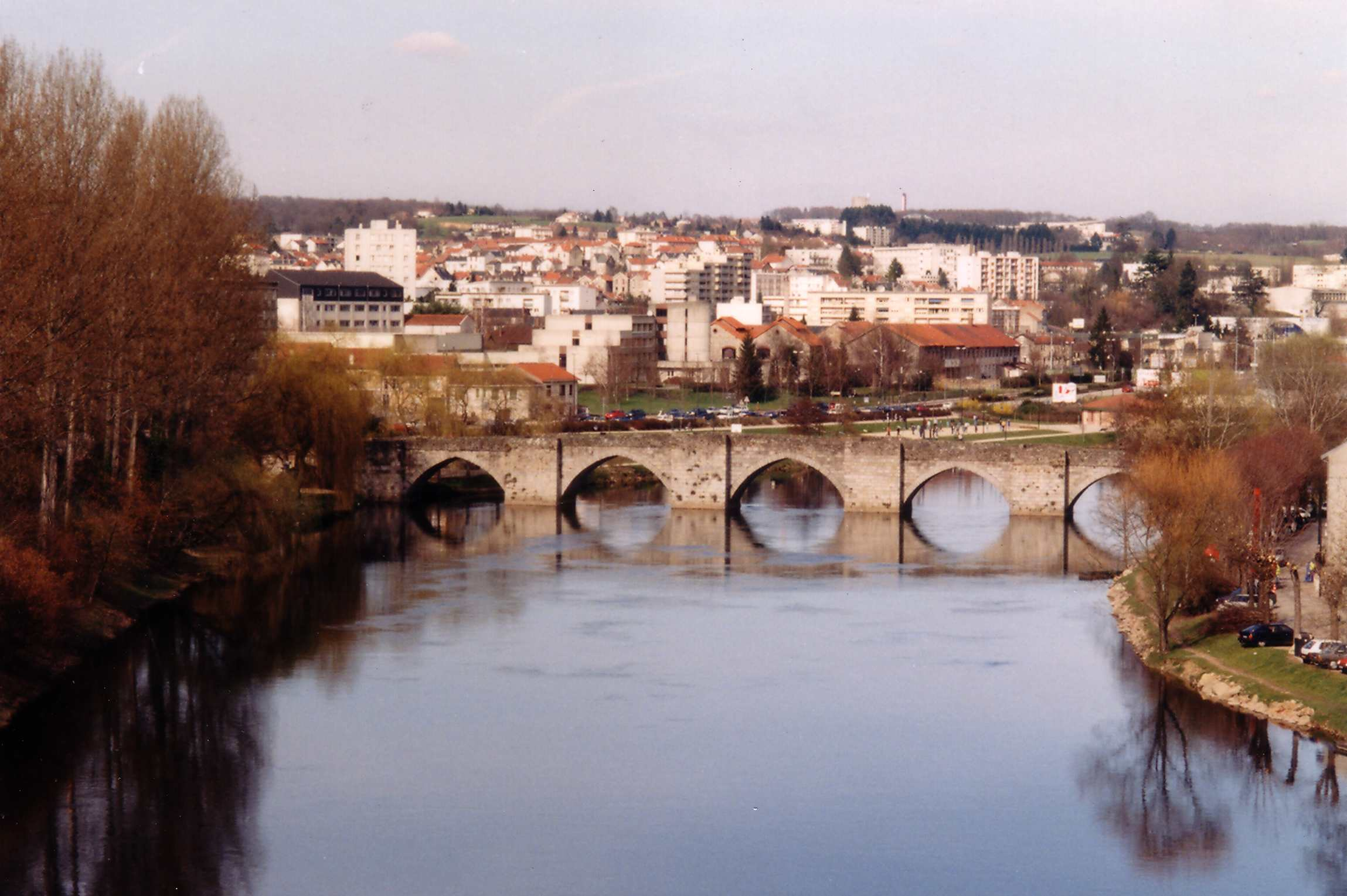
Pont St-Étienne

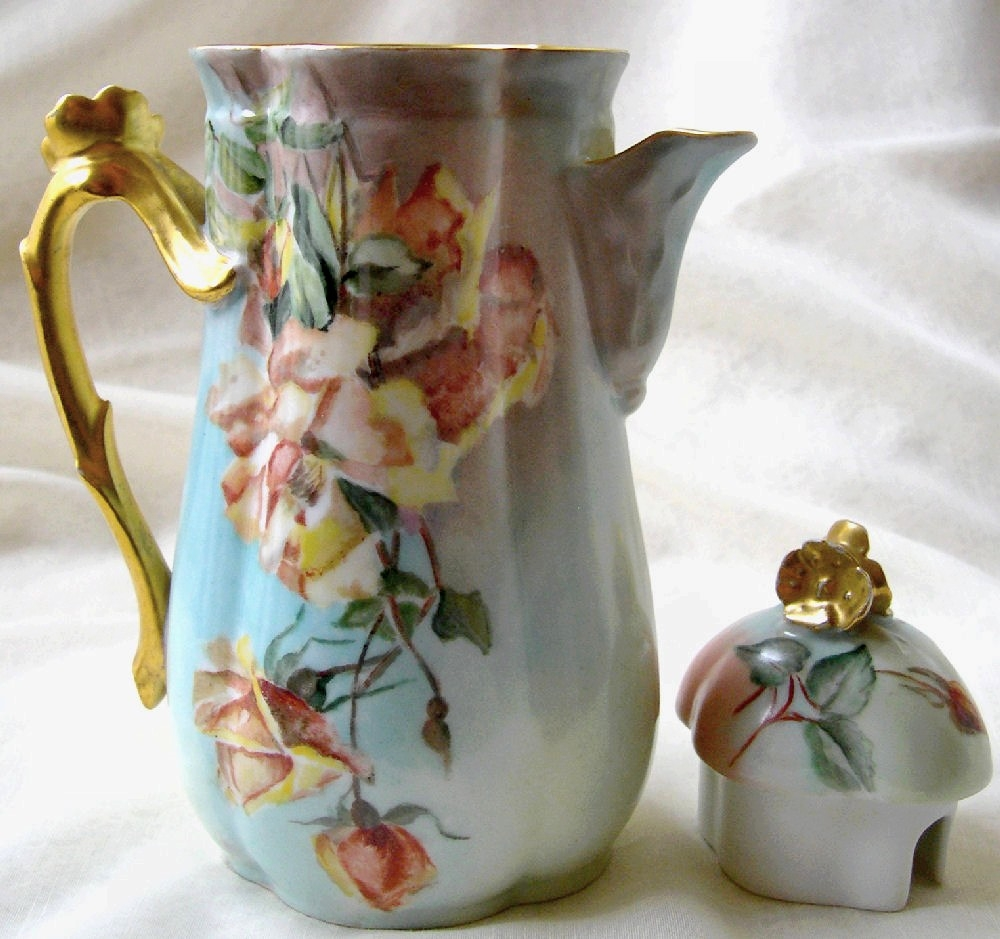
Jellegzetes limoges-i porcelán

- A Vienne-parti dombon, a katedrális körül terül el a felsőváros, a Cité, attól nyugatra pedig a Chateau-negyed alakult ki, ez volt az iparosok és a kereskedők központja. A két rész jellegében a mai napig eltér egymástól.
- Cathédrale  St-Étienne – a Cité-negyed központja a dombtetőn. Alapjait már 1273-ban lerakták egy régi román templom helyén, a befejezés a 15. század végére maradt, sőt a 19. században fejezték be a főhajót. A kereszthajó bejárata a hatalmas portail St-jean három szintre nyúlik fel, a 16. században készült. A torony alsó emeletei román stílusúak, a felső rész gótikus, a toronysisakot 1571-ben villámcsapás semmisítette meg.
- Musée municipal – az egykori püspöki palotában lévő múzeum főleg a zománcmunkák gyűjteményéről híres, több mint 300 műalkotást lehet megtekinteni. De Renoir néhány munkája is megtekinthető itt.
- Jardins de l’Évéché – hatalmas park, melyet teraszosan alakítottak ki.
- Pont St-Étienne – híd a Vienne folyó felett, a rómaiak által lerakott alapokra épült 1210-ben.
- Église St-Michel-des-Lions – a Chateau-negyed központja a középkori templom, amely a torony mellett álló két oroszlánszoborról kapta nevét. A 13.–15. században épült, jellegzetes csaknem 70 méter magas tornya.
- Martialis sírja - a szent tiszteletére építettek a sír fölé a 6. században egy kápolnát, később több apátsági templomot is. A kriptát a szent sírjával 1960-ban tárták fel, itt látható eredeti szarkofágja.
- Musée Adrien-Dubouché – Franciaország legjelentősebb porcelán- és fajanszmúzeumában több mint tízezer kiállítási tárgy mutatja be ennek a művészeti és ipari ágazatnak a legérdekesebb emlékeit, elsősorban a francia és ezen belül is a híres limoges-i porcelánokat.

## Testvérvárosok
- - Charlotte, 1992 óta
- - Fürth, 1992 óta
- - Hrodna, 1982 óta
- - Moszkva, 2002 óta
- - Plzeň, 1987 óta
- - Seto, 2003 óta